# Dichapetalaceae
Dichapetalaceae nom. cons, biljna porodica u redu malpigijolike. Postoji oko 200 vrsta, pretežno grmovi i lijane, rjeđe drveće, većina u rodu Dichapetalum. Porodica je raširena po tropskim i suptropskim krajevima. U Europi nema predstavnik.
Poznatija vrsta je Dichapetalum cymosum, otrovna biljka iz juže Afrike.

## Rodovi
1. Dichapetalum Thouars
2. Stephanopodium Poepp.
3. Tapura Aubl.